# عوالم خفية (مسلسل)
عوالم خفية مسلسل تلفزيوني مصري عُرِض في رمضان 1439هـ / 2018م. على قناة إس بي سي وشبكة قنوات سي بي سي. المسلسل من بطولة الممثل المصري عادل إمام. تأليف أمين جمال، محمد محرز ومحمود حمدان وإخراج رامي إمام، وإنتاج شركة ماجنوم للإنتاج والتوزيع الفني والسينمائي.

## ملخص القصة
في عام 2010 وفي مدينة الإسكندرية تقوم امرأة بنقل عدد من الأوراق المكتوبة بخط اليد إلى غلاف كتاب اسمه «عوالم خفية» ثم يتضح أنها امرأة مشهورة وأن هذه مذكراتها وبها عدد من الفضائح الخاصة بعدد من الشخصيات المهمة، وأثناء قيامها باستكمال كتابتها يقتحم الشقة رجل ملثم حاولت الهروب منه لكن المجلد طار من الشقة إلى سيارة جمع قمامة وبعدها سقطت المرأة من شقتها على السيارة الواقفة أسفل العمارة وماتت. ثم تنتقل الأحداث إلى عام 2018 في القاهرة إلى الصحفي هلال كامل (عادل إمام) وهو معارض للحكومة تتسبب مقالاته في إثارة الرأي العام. يقع في يده «عوالم خفية» مما يدفعه لنشر هذه الوثائق وهو ما يدخله في أزمات ومشاكل كبيرة، تعرض حياته وحياة أسرته للخطر.

## طاقم العمل
- عادل إمام بدور (هلال كامل)
- صلاح عبد الله بدور (دراز أبو المعاطي)
- فتحي عبد الوهاب بدور (رؤوف)[7]
- بشرى بدور (غادة كامل)
- هبة مجدي بدور (نهى مندور)[8]
- أحمد وفيق بدور (جمال)
- أسامة عباس بدور (مندور شكري)
- طارق صبري بدور (عماد هلال)
- محمود حجازي بدور (عصام)
- هند عبد الحليم بدور (نورهان)
- نور قدري بدور (صابرين)
- أحمد عبد المجيد بدور (المقدم رامي)
- خالد عليش بدور (زكي)
- محمد عز بدور (مهاب)
- أشرف مصيلحي بدور (زياد)
- خالد أنور بدور حفيد الصحفي هلال واسمه (عز) الملقب ب«زيزو»
- سارة نور بدور (منة)
- مي سليم بدور (نجلاء)[9]
- يوسف وليد بدور (فادي كمال)
- رانيا فريد شوقي بدور (مريم رياض)

### ضيوف الشرف
- سمير غانم بدور (ناقد سينمائي)
- بيومي فؤاد بدور (يحيى علام)
- أحمد عبد الله محمود [10]
- منى زكى [11]
- ليلى علوي [12]
- خيري حسن
- لميس الحديدي
- فاروق الفيشاوي

## الإنتاج

### التمثيل
تعاقد عادل إمام في عوالم خفية مع ممثلين صغار بعد أن حدثت عدة مشاكل، حيث صرح عادل إمام أن المسلسل يجمعه بعدد من النجوم الذين يعتز بهم على المستوى الشخصي، وعلى رأسهم الفنان صلاح عبد الله، وكذلك مجموعة من الفنانين الشباب الناجحين، مثل: هبة مجدي ورانيا فريد شوقي وفتحي عبد الوهاب، وذكر أنه يتناول فكرة جديدة لم تطرح دراميًا من قبل.
في كانون الثاني/ديسمبر وأثناء مفاوضات الممثلين وردت عدة أخبار عن الاستعانة بالفنانة لبلبة لتقف أمام عادل إمام في المسلسل، إلا أنها أكدت أنها لم تتلق أي اتصالات أو طلبها للمشاركة في المسلسل.
في 16 كانون الأول/ديسمبر تعاقدت هبة مجدي مع المخرج رامي إمام للتمثيل في عوالم خفية، وفي 28 كانون الأول/ديسمبر تم ترشيحها للمشاركة في مسلسل بالحجم العائلي مع النجم يحيى الفخراني. إلا أنها اعتذرت بسبب أن الدور غير مناسب لها. قالت هبة مجدي أن أدائها في المسلسل صعب جداً خصوصاً في المشاهد التي تحتاج إلى الصراخ والضرب، وذكرت أن هذه المشاهد تخلق حالة من التوتر.
تعاقدت مي سليم مع رامي إمام في 19 كانون الأول/ديسمبر، ونور قدري في 27 كانون الأول/ديسمبر، وفتحي عبد الوهاب في كانون الأول/ديسمبر 2017 ورانيا فريد شوقي في شباط/فبراير 2018 بعد أن أنهت تصويرها في مسلسل أبو العروسة.
في 30 كانون الثاني/يناير اعتذرت ليلى علوي بشكل رسمي عن المشاركة في المسلسل بعد إصرارها على عدم تخفيض أجرها مما سبب اعتذارها، واقتصر دورها كضيفة شرف في المسلسل.
تعاقد كلاً من سمير غانم، ورياض الخولي، ومنى زكي، وسهام جلال وبيومي فؤاد على التمثيل واقتصر ظهورهم كضيوف شرف في عدة حلقات.

### التصوير
في 26 تشرين الثاني/نوفمبر 2017 أصدرت شركة ماجنوم للإنتاج والتوزيع الفني بيانًا صحافيًا كشفت فيه أن الفنان عادل إمام سيبدأ في منتصف الشهر كانون الأول/ديسمبر تصوير المسلسل. كان المؤلفين أمين جمال ومحمد محرز ومحمود حمدان، انتهوا من كتابة 20 حلقة كاملة من المسلسل، ومهندس الديكور حمدي عبد الرحمن، أنهى بناء الديكور الرئيسي للمسلسل. تم التأخر عن موعد التصوير بسبب مشاكل التعاقدات مع الفنانين، وقرر عادل إمام بدء التصوير في 3 كانون الثاني/يناير لحين الانتهاء من كافة التعاقدات وذلك بعد أن كان مقررًا له أن يبدأ في 30 كانون الأول/ديسمبر. بدأ التصوير في إستوديو النحاس في القاهرة. تم الانتهاء من التصوير في 4 حزيران/يونيو 2018.

## التسويق والإصدار

### البث
في 22 آذار/مارس تم إطلاق المقطع التشويقي الأول للمسلسل من خلال القناة الرسمية للشركة على موقع يوتيوب. وفيه يظهر عادل إمام وهو يملك مذكرات باسم عوالم خفية، ويكشف العديد من الأمور المرتبطة بالفساد وغيره. تولت قنوات سي بي سي، وسي بي سي دراما وقناة إس بي سي حقوق بث المسلسل.

## هوامش
- شهد المسلسل ظهور 55 ممثلا كضيف شرف ضمن الأحداث.
- رشحت الفنانة داليا البحيري لأداء شخصية (غادة هلال كامل)إلا انها إعتذرت بسبب الاجر وثم اختيار بشرى لآداء الشخصية.
- رشحت ليلى علوي لأداء شخصية (مريم رياض)إلا أنها إعتذرت بسبب الأجر ورشحت الفنانة إلهام شاهين لكنها لم توافق ثم رشحت الفنانة أنوشكا إلا أنها وجدت الشخصية غير مناسبة لها ثم اخترت الفنانة رانيا فريد شوقي لأداء الشخصية.
- إعتذر مجموعة من النجوم للظهور كضيوف شرف ضمن أحداث المسلسل وهم منى زكي أحمد السقا كريم عبد العزيز شريف منير ياسمين عبد العزيز.
- إعتذرت الفنانة يسرا عن الظهور كضيفة شرف إلا أنها عادت ووافقت عن الدور حيث جسدت شخصيتها الحقيقية وظهرت في آخر مشهد في الحلقة الأخيرة.

## وصلات خارجية
- عوالم خفية على موقع IMDb (الإنجليزية)
- عوالم خفية على موقع قاعدة بيانات الأفلام العربية
- عوالم خفية على موقع كينوبويسك (الروسية)
- عوالم خفية على موقع قاعدة بيانات الفيلم (الإنجليزية)